# Aleksandr Lukaixenko
Aliaksàndar Rihòravitx Lukaixenka, més conegut per la traducció del seu nom al rus, Aleksandr Grigórievitx Lukaixenko (Kopys, província de Vítsiebsk, 30 d'agost de 1954) és un polític belarús que n'ha sigut president des de l'establiment del càrrec el 20 de juliol de 1994. Abans d'iniciar la seva carrera política, Lukaixenko va treballar com a director d'una granja col·lectiva (kolkhoz) i va servir a les tropes frontereres soviètiques i en l'exèrcit soviètic. Va ser l'únic diputat del Consell Suprem de Belarús a votar en contra de la dissolució de la Unió Soviètica el 1991.
Lukaixenko s'oposà a la teràpia de xoc econòmica d'Occident durant la transició postsoviètica, la qual durant la dècada de 1990 va evitar que Belarús caigués en recessions tan devastadores com les d'altres Estats postsoviètics com ara Rússia.
Ha donat suport a la titularitat estatal d'indústries claus a Belarús. El govern de Lukaixenko també ha retingut molt del simbolisme de l'època soviètica, especialment els relacionats amb la victòria a la Segona Guerra Mundial.
Lukaixenko dirigeix un règim autoritari a Belarús. Les eleccions no són lliures i justes, es reprimeix els opositors i els mitjans de comunicació no tenen llibertat. Del 2006 ençà, la Unió Europea i els Estats Units han imposat sancions a Lukaixenko i altres oficials belarussos de manera periòdica per violacions de drets humans i per atacar els interessos nacionals dels Estats Units.

## Infantesa i inicis polítics (1954–1994)
Lukaixenko va néixer el 30 d'agost de 1954 en un enclavament de Kopys a la província de Vítsiebsk a la República Socialista Soviètica de Belarús. Va créixer sense pare i els seus companys de classe es burlaven que tingués una mare soltera. La seva mare Ekaterina (1924–2015) era lletera.
Es graduà a l'Institut Pedagògic de Mahiliou el 1975 i a l'Acadèmia Belarussa d'Agricultura, a Horki, el 1985, després de quatre anys d'estudis.

### Carrera militar
Va servir a la Guàrdia de Fronteres (tropes frontereres) del 1975 al 1977, on era instructor del departament polític de la unitat militar 2187 al districtre fronterer occidental a Brest, i a l'exèrcit soviètic del 1980 al 1982. A més a més, va dirigir el capítol de la Unió de Joves Comunistes Leninistes (Komsomol) a Mahiliou del 1977 al 1978. Mentre estava a l'exèrcit soviètic, Lukaixenko va ser el segon oficial polític d'una divisió establerta a Minsk. Després s'hi va tornar a unir com a especialista en tancs.

### Entrada en política
El 1979 es va unir a les files del Partit Comunista de la Unió Soviètica. Després de deixar l'exèrcit, va esdevenir vicepresident d'una granja col·lectiva el 1982 i al cap de tres anys va ser promogut al càrrec de director de la granja estatal de Gorodets i de la planta de materials de construcció al districte de Xkloiu.
El 1990 va ser elegit diputat al Consell Suprem de la República de Belarús. Després d'haver-se guanyat una reputació com a oponent eloqüent de la corrupció, Lukaixenko va ser elegit l'abril de 1993 president interí del comitè anti-corrupció del parlament belarús. A finals de 1993 va acusar 70 oficials sèniors del govern, incloent-hi el president del Soviet Suprem Stanislav Xuixkévitx i el primer ministre Viatxeslav Kébitx, de corrupció, àdhuc de robar fons estatals per finalitats personals. Encara que es va demostrar que els càrrecs eren falsos, Xuixkévitx va dimitir de la presidència el juliol de 1994 a causa de la vergonya dels esdeveniments i de perdre una moció de confiança.

## President de Belarús

### Primer mandat (1994–2001)

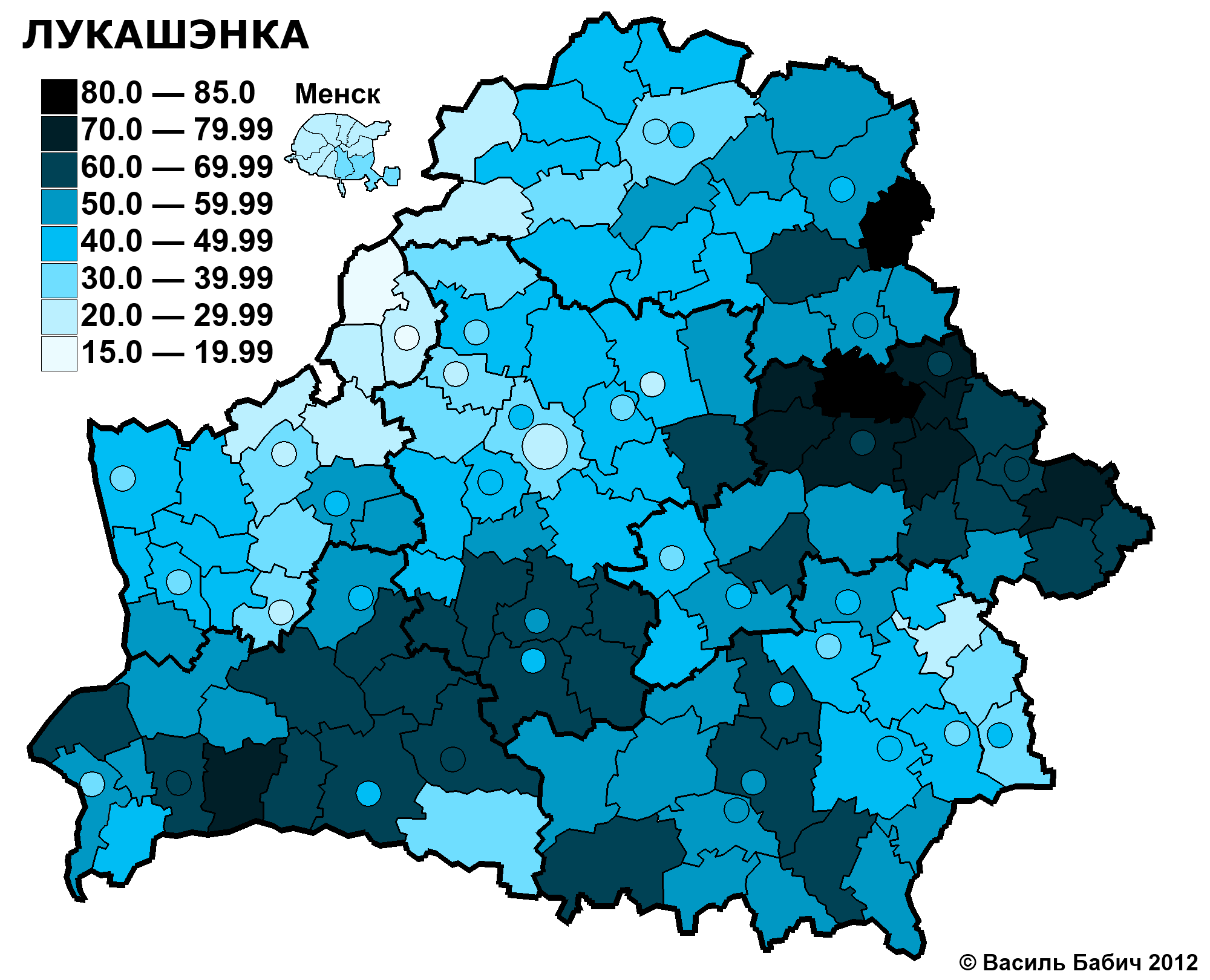
Mapa de suport per Lukaixenko a la primera volta de les eleccions presidencials de 1994.

La nova constitució aprovada a principis de 1994 va obrir les portes a les primeres eleccions presidencials democràtiques els dies 23 de juny i 10 de juliol d'aquell any. A la primera volta s'hi van presentar sis candidats, incloent-hi Lukaixenko, que s'hi va presentar com a independent amb un programa populista que prometia formar un govern net, destituir els funcionaris corruptes, mantenir el salari i les condicions laborals dels treballadors estatals i una integració més propera amb Rússia. Xuixkévitx i Kébitx, el clar preferit, també s'hi van presentar. Lukaixenko va rebre un 45,1% dels vots mentre que Kébitx, un 17,4%; Pasniak, un 12,9% i Xuixkévitx, juntament amb dos altres candidats, en va rebre menys d'un 10%. Lukaixenko va guanyar la segona volta de les eleccions el 10 de juliol amb un 80,1% dels vots. Després de les eleccions, va adressar-se a la Duma Estatal de la Federació Russa a Moscou, on proposà la creació d'una Unió d'Estats Eslaus, que va culminar el 1999 amb la creació de la Unió de Rússia i Belarús.

El maig de 1995 es va celebrar un refèrendum que va resultar en un canvi dels símbols nacionals, en vincles econòmics més estrets amb Rússia i en l'estatus de llengua oficial del rus, igual que el belarús. Lukaixenko va rebre la potestat de dissoldre el Soviet Suprem per decret. L'estiu de 1996, alguns membres del parlament belarús van signar una moció de censura contra Lukaixenko acusant-lo d'haver violat la constitució. Al cap de poc es va celebrar un refèrendum, el 24 de novembre de 1996, en què Lukaixenko va proposar quatre esmenes i un grup de membres del parlament, tres. Les preguntes tractaven de temes diversos com ara de canviar el dia de la independència, d'abolir la pena de mort o canviar la constitució. Com a resultat del referèndum, es van acceptar les esmenes a la constitució de Lukaixenko però no l'esmenada pel Soviet Suprem. El 25 de novembre es va anunciar que el 70,5% dels votants (amb una participació del 84%) havien aprovat les esmenes a la constitució. Els Estats Units i la Unió Europea no van acceptar-ne la legitimitat.

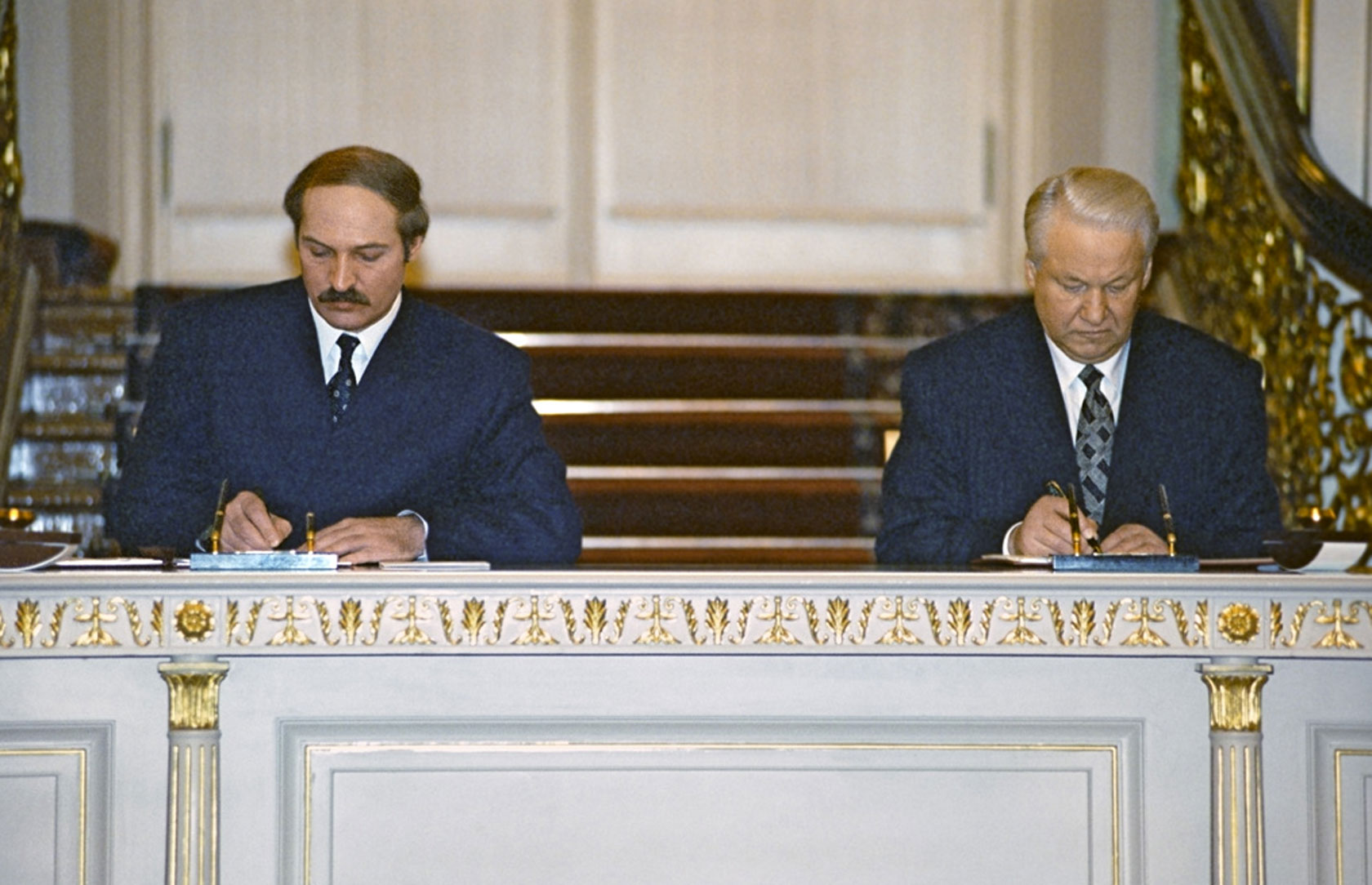
Lukaixenko signa, amb al president rus Borís Ieltsin, un tractat d'estabilitat amb Rússia el 1997.

Després del referèndum, Lukaixenko va reunir el nou parlament amb aquells membres que li eren lleials. Després que entre 10 i 12 diputats retiressin la signatura de la moció de censura, només quedaven uns 40 diputats de l'antic parlament i Lukaixenko va dissoldre el Soviet Suprem. No obtant això, organitzacions internacionals i molts països occidentals no reconeixen el parlament actual per la manera com va ser creat. A principis de 1998, el Banc Central de Rússia va suspendre el comerç del ruble belarús, cosa que en va enfonsar el valor. Lukaixenko hi va respondre prenent en control del Banc Nacional de la República de Belarús, despatxant tota la direcció del banc i culpant Occident de la caiguda de la divisa.
Lukaixenko va culpar els governs estrangers de conspirar-hi en contra i l'abril de 1998 va expulsar ambaixadors del complex de Drazdi (proper a Minsk) i els va traslladar a un altre edifici. El conflicte de Drazdi va causar protestes internacionals i tant la UE com els EUA li van imposar una prohibició de viatjar-hi. Encara que els ambaixadors van tornar-hi després que la controvèrsia amainés, Lukaixenko va augmentar els atacs retòrics contra Occident. Va afirmar que els governs occidentals intentaven soscavar Belarús a tots els nivells, àdhuc en l'esportiu, durant els Jocs Olímpics d'Hivern de 1998 a Nagano (el Japó).
Durant l'esclat de la Guerra de Kosovo el 1999, va suggerir al president iugoslau Slobodan Milošević que Iugoslàvia s'hauria d'unir a la Unió de Rússia i Belarús.

### Segon mandat (2001–2006)

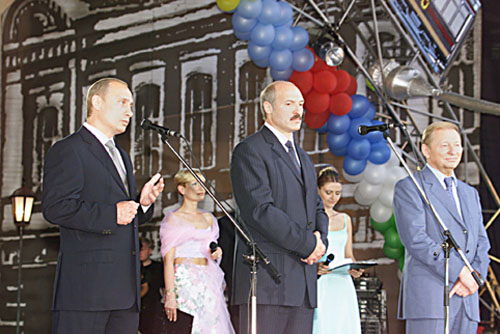
Lukaixenko amb Vladímir Putin i Leonid Kutxma a Vítsiebsk el 2001

Segons la constitució original, les eleccions hauria d'haver sigut el 1999 però el referèndum de 1996 va estendre el mandat de Lukaixenko per dos anys addicionals. En les eleccions del 9 de setembre de 2001 va tenir dos rivals: Vladímir Gontxarik i Siarhei Gaidukévitx. Durant la campanya, Lukaixenko va prometre augmentar els beneficis socials i agrícoles i la indústria de Belarús. Lukaixenko va guanyar la primera volta amb un 75,6% dels vots. L'Organització per a la Seguretat i la Cooperació a Europa (OSCE) va dir que el procés no havia complert els estàndards internacionals. Després que Lukaixenko fos declarat guanyador, Rússia va felicitar-lo públicament i el president rus Vladímir Putin li va telefonar.

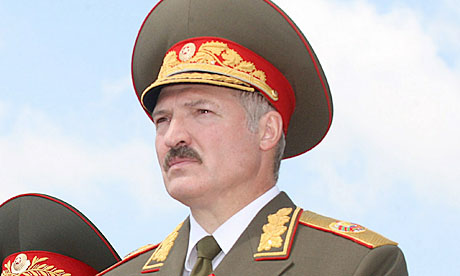
Lukaixenko, amb uniforme de les Forces Armades de Belarús, durant una desfilada militar el 2001.

Després de la invasió de l'Iraq el 2003, les agència d'intel·ligència dels EUA van informar que alguns ajudants de Saddam Hussein havien obtingut passaports belarussos mentre eren a Síria, però que era poc probable que Belarús oferís un lloc segur a Saddam i els seus dos fills. Això, juntament amb acords d'armes amb l'Iraq i l'Iran, van esperonar els governs occidentals de prendre una postura més dura contra Lukaixenko. Els Estats Units estaven particularment irritats pels acord d'armes, i els líders polítics del país van començar a refer-se a Belarús com «l'última dictadura d'Europa». La UE estava preocupada per la seguretat dels subministrament de gas de Rússia, que passen a través de territori belarús, i van adoptar un interès actiu en els afers belarussos. Amb l'accés de Polònia, Letònia i Lituània a la UE, la frontera de la UE amb Belarús va créixer a més de 1.000km.
Durant un discurs televisat a la nació el 7 de setembre de 2004, anuncià la convocatòria d'un referèndum per eliminar el límit de mandats presidencials. El referèndum se celebrà el 17 d'octubre de 2004, el mateix dia que les eleccions parlamentàries, i segons els resultats oficials fou aprovat pel 79,4% dels votants. Prèviament, Lukaixenko havia establert un límit de dos mandats, la qual cosa hauria fet que hagués d'abandonar el càrrec després de les eleccions de 2006. Els grups de l'oposició, l'OSCE, la UE i el Departament d'Estats dels Estats Units van dir que la votació no va complir els estàndards internacionals. Belarús va créixer econòmicament sota el seu mandat, però la majoria del creixement era a causa del petroli cru que importava a preus per sota del mercat, el refinava i el venia a altres països guanyant benefici.

### Tercer mandat (2006–2010)
Després que es confirmés que es presentaria a la reelecció el 2005, els grups de l'oposició van començar a buscar un candidat únic. L'escollit va ser Aleksandr Milinkevitx. Lukaixenko va reaccionar-hi dient que qualsevol que anés a les protestes de l'oposició els espremeria els colls «com si fossin ànecs». Els resultats oficials li van atorgar més del 82% dels vots malgrat que Milinkevitx va afirmar que només n'havia obtingut un 45% i que s'hauria de celebrar una segona volta.
Les autoritats belarusses van prometre evitar qualsevol concentració a gran escala després de les eleccions (com les de la revolució taronja a Ucraïna). Malgrat els esforços, l'oposició va organitzar una de les manifestacions més concorregudes en anys. Els observadors electorals de la Comunitat d'Estats Independents (CIE) i de l'Organització per a la Seguretat i la Cooperació a Europa (OSCE) van diferir sobre les eleccions. L'OSCE va declarar que «les eleccions presidencials no havien assolit els requisits establerts per l'OSCE per a les eleccions democràtiques». El ministre d'afers exteriors de Rússia va declarar que «molt abans de les eleccions [l'OSCE] ja havia decidit que serien il·legítimes». Lukaixenko va dir que havia manipulat els resultats però en contra dels seus interessos rebaixant el seu percentatge de vots del 93,5% al 86%, segons ell un percentatge més típic de països europeus.
El setembre de 2008 es van celebrar eleccions parlamentàries. Lukaixenko va permetre que s'hi presentessin candidats opositors, encara que segons els resultats oficials no van obtenir cap dels 110 escons disponibles i l'oposició va organitzar protestes. L'OSCE va dir que les eleccions eren «defectuoses» i que hi havia hagut «molts casos de falsificació de resultats deliberats». Segons els observadors de la CEI, les eleccions es van celebrar d'acord amb els estàndards internacionals. Lukaixenko va dir que l'oposició a Belarús estava finançada per països estrangers i que no era necessària.
L'abril de 2009 es va reunir amb el papa Benet XVI al Vaticà, en la seva primera visita a l'Europa occidental després de la prohibició de viatjar d'una decàda enrere.

### Quart mandat (2010–2015)

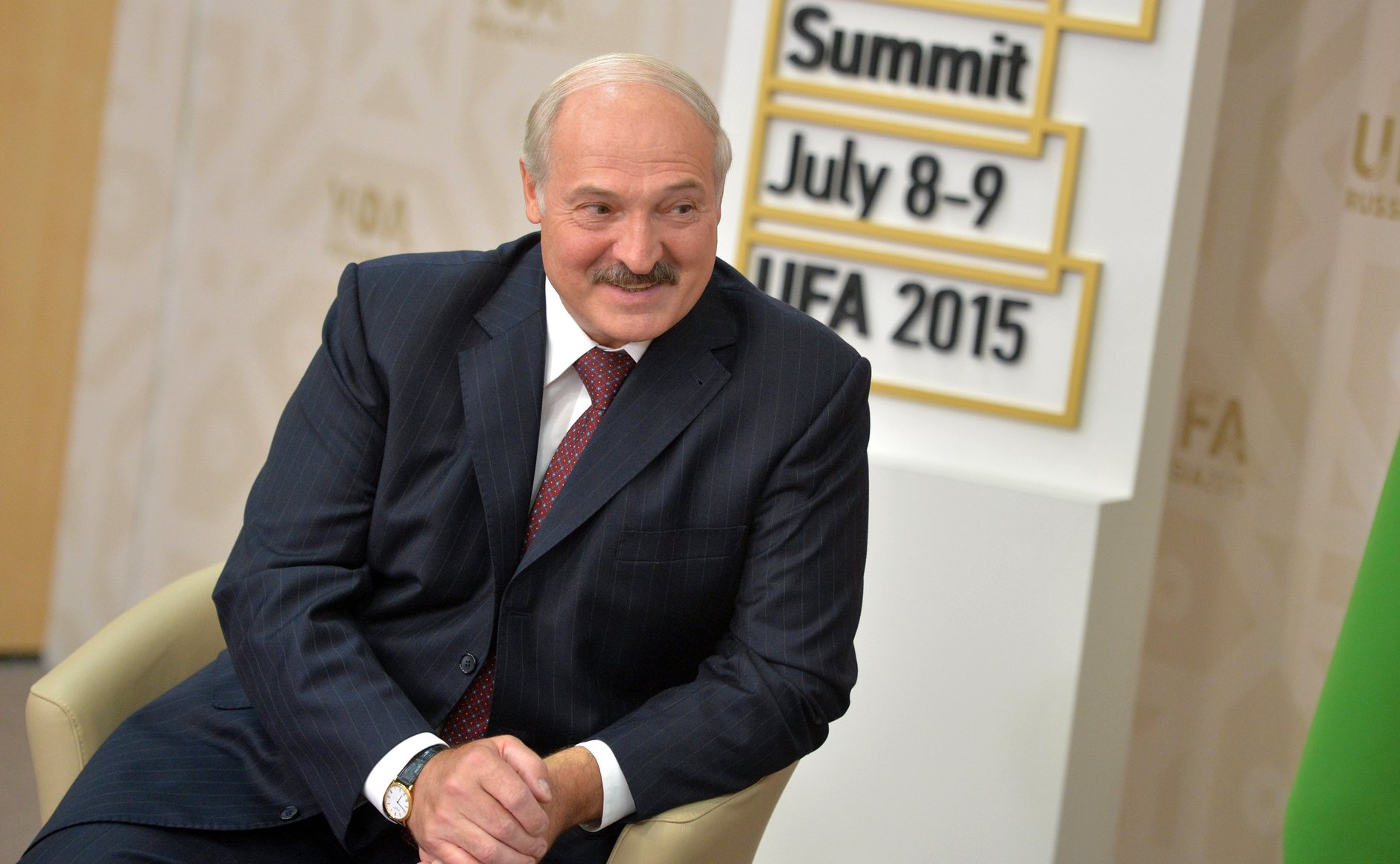
Lukaixenko durant la 7a cimera dels BRICS a Ufà (Baixkíria, Rússia).

Lukaixenko va ser un dels deu candidats a les eleccions presidencials celebrades a Belarús el 19 de desembre de 2010. Encara que estaven previstes pel 2011, es van avançar «per a assegurar la màxima participació ciutadana en la campanya electoral i per a fixar unes millors dates pels votants». Els atacs de mitjans russos contra Lukaixenko van marcar la campanya electoral. El comitè electoral central va dir que tots els nou candidats opositors rebrien segurament menys de la meitat que Lukaixenko. Encara que algunes figures de l'oposició van al·legar intimidacions i «joc brut», les eleccions van ser vistes com a comparativament més obertes com a conseqüència del desig de millorar les relacions amb la UE i els EUA.
El dia de les eleccions, dos candidats presidencials van ser apallissats per la policia en mítings de l'opisició. La nit electoral alguns manifestants (10.000 segons els mitjans) van intentar assaltar l'edifici governament de Belarús. Fins a set candidats opositors van ser detinguts juntament amb seguidors seus i periodistes; molts van ser empresonats. Aquestes accions van afectar Andrei Sannikov, Aleksandr Otrostxenkov, Ales Mitxalevic, Mikola Statkevitx, Uladzimir Niakliaiew, Irina Khalip i Anatoli Lebedko.
El comitè electoral central va dir que Lukaixenko havia guanyat més de cinc milions (79,7%) amb una participació del 90,7%. L'OSCE les va qualificar de «deficients» mentre que la missió d'observadors de la CEI les va lloar com a «lliures i transparents». Això no obstant, l'OSCE va reconèixer que hi havia hagut millores durant la campanya com ara els debats televisius i l'habilitat de fer arribar el missatge dels candidats sense impediments. Alguns ministres d'exteriors europeus van emtre un comunicat conjunt en què titllaven les eleccions i el seu resultat un «pas enrere desafortunat en el desenvolupament del govern demòcratic i el respecte als drets humans a Belarús».
La presa de possessió del 22 de gener de 2011 va ser boicotejada pels ambaixadors de la UE i només hi assistiren 32 diplomàtics estrangers. Durant la cerimònia, Lukaixenko va defensar la legitimitat de la seva reelecció i va prometre que Belarús mai no tindria la seva versió de la revolució taronja de 2004 a Ucraïna o la revolució de les roses de 2003 a Geòrgia. El 31 de gener de 2011, la UE va renovar la prohibició de viatjar-hi imposada a Lukaixenko i 156 associats seus com a conseqüència de la repressió als seguidors de l'oposició.
Lukaixenko va donar suport a l'estratègia xinesa de desenvolupament d'infraestructures globals Iniciativa del Cinturó i Ruta de la Seda.

### Cinquè mandat (2015–2020)

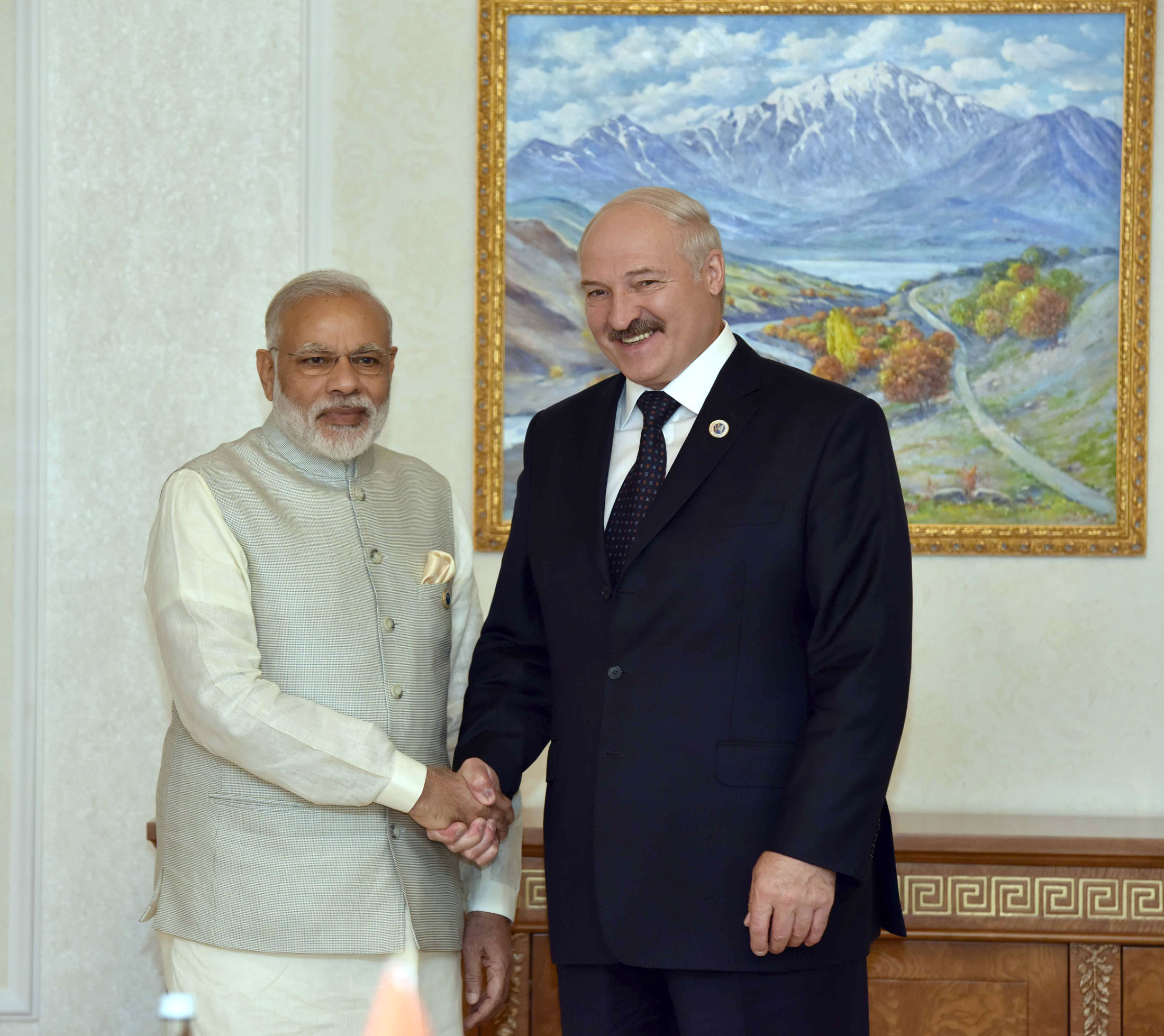
Lukaixenko en una reunió bilateral amb el primer ministre indi Narendra Modi el juny de 2016.

L'11 d'octubre de 2015 va ser elegit per un cinquè mandat com a president de Belarús. Segons els resultats oficials, va obtenir un 87% dels vots. Al cap de tres setmanes va ser-ne investit al Palau de la Independència.

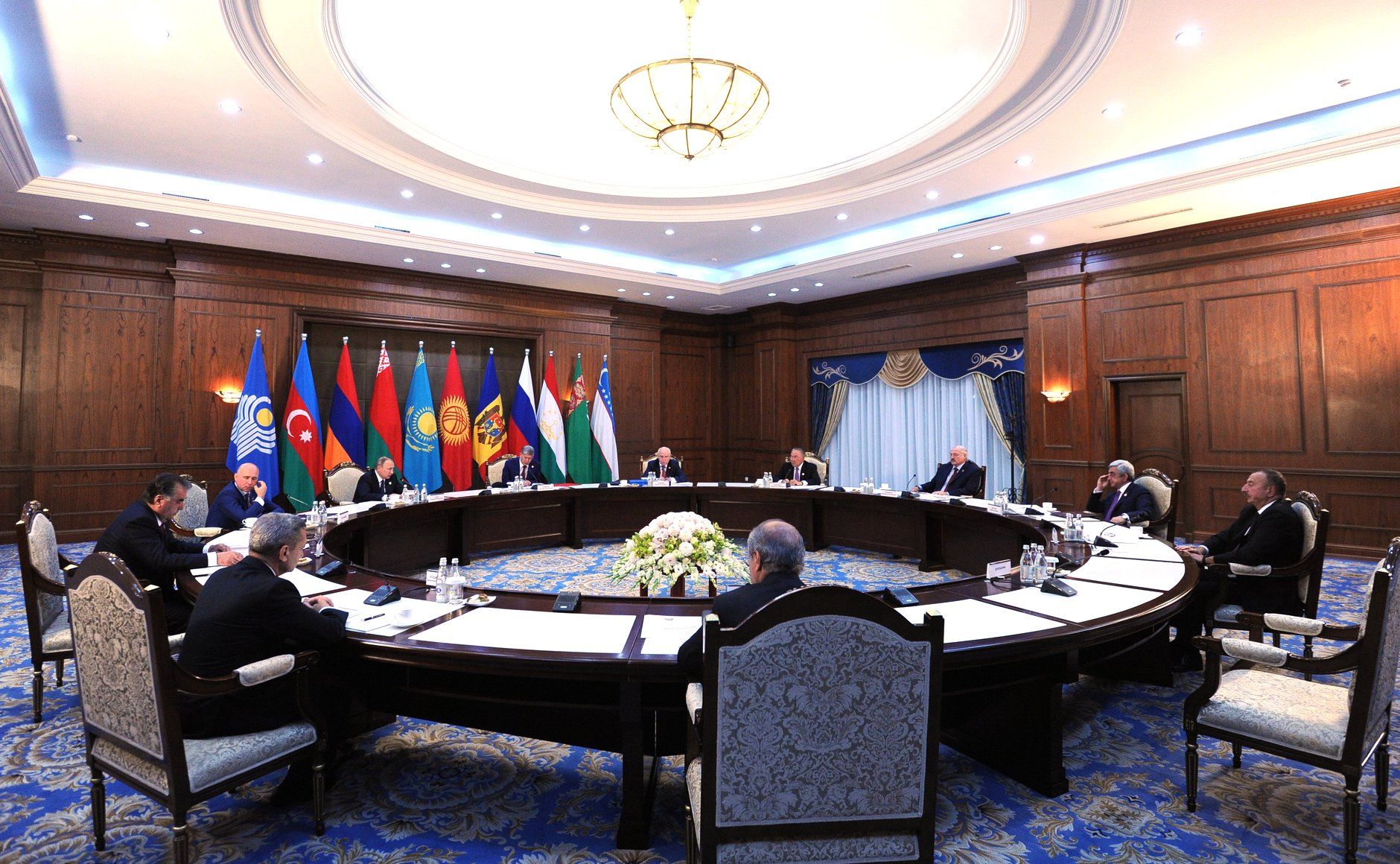
Reunió de líders de la CEI a Bixkek (Kirguizstan), el setembre de 2016.

Els tres primers dies de juliol de 2019 va supervisar les celebracions nacionals del 75è aniversari de l'ofensiva de Minsk, les quals van culminar en una desfilada militar de les Forces Armades de Belarús, el dia de la independència del país.

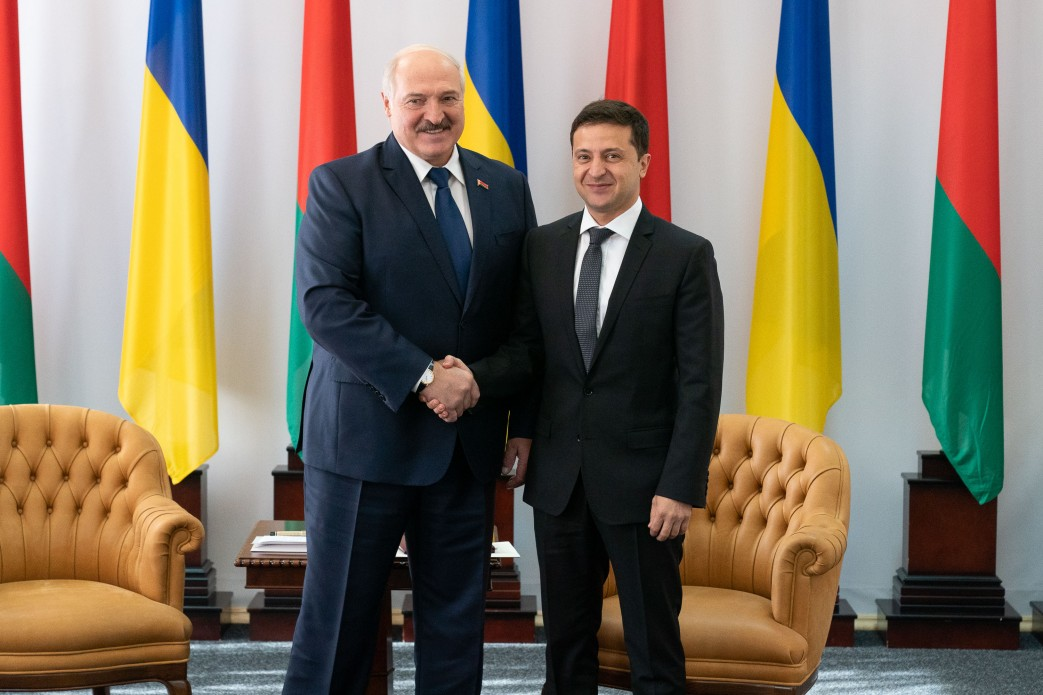
Volodímir Zelenski amb Lukaixenko a Jitòmir (Ucraïna), l'octubre de 2019.

El 29 d'agost, va rebre John Bolton, assessor de seguretat nacional dels EUA, mentre visitava Minsk, la primera visita d'aquest nivell en 18 anys. El novembre de 2019, va fer una visita d'estat a la capital d'Àustria, Viena, la seva primera visita en 3 anys en un país de la Unió Europea.
Durant la pandèmia per coronavirus de 2019, va fer dues visites de treball a Rússia, un dels pocs líders europeus que en va fer. També va rebre el primer ministre hongarès Víktor Orban durant la seva visita a Minsk. Orban va demanar aixecar les sancions de la UE contra Belarús. El març de 2020 va afirmar que beure una copa de vodka, anar a la sauna, fer feina amb un tractor i jugar a l'hoquei sobre gel protegeix contra el coronavirus; i que. Va ser un dels pocs mandataris europeus que no va declarar mesures per frenar la pandèmia.

### Sisè mandat (2020–2025)
El 9 d'agost de 2020, segons el recompte preliminar, Lukaixenko va ser reelegit per un sisè mandat com a president de Belarús amb un 80% dels sufragis. El secretari d'estat dels EUA Mike Pompeo va advertir que les eleccions «no van ser lliures i justes». El president rus Vladímir Putin el va felicitar per la victòria.
Després de les eleccions presidencials belarusses de 2020, marcades per acusacions de frau electoral massiu, van esclatar protestes arreu del país. Tot seguit, la candidata presidencial opositora Sviatlana Tsikhanòuskaia va afirmar que havia guanyat les eleccions presidencials amb entre un 60 i 70% dels vots, i va formar un consell de coordinació per a facilitat la transferència pacífica i ordenada de poder a Belarús.
El 15 d'agost de 2020, el ministre d'afers exteriors lituà Linas Linkevicius s'hi va referir com a «ex-president» de Belarús.
El 16 d'agost es va celebrar un míting contra el president, on segons informacions no oficials hi van participar entre 100 i 220 milers de persones, i un míting de Lukaixenko, amb una assistència d'uns 10 milers de persones, també segons informacions no oficials. En una conversa telefònica Putin li va oferir l'«ajuda necessària» d'acord amb el tractat de la Unió Estatal Rússia-Belarús i «si cal, a través de l'Organització del Tractat de Seguretat Col·lectiva (OTSC)». Alguns mitjans han publicat que en aquesta trucada es va parlar de la possibilitat que Lukaixenko fugís a Rússia.
L'endemà, en una visita a una fàbrica de tractors de Minsk, va dir: «Ja hem celebrat eleccions. Fins que em mateu, no n'hi haurà cap altra». Tanmateix, també va afirmar que estava disposat a celebrar un referèndum i «cedir la seva autoritat d'acord amb la constitució — però no sota pressió i mitjançant protestes als carrers». Aquell mateix dia els líders dels grups polítics del parlament europeu van emetre un comunicat conjunt en què demanaven noves eleccions i el consideraven persona non grata a la Unió Europea.
El 25 de febrer de 2024, Alexander Lukaixenko va anunciar que es presentava a les eleccions presidencials de 2025.

### Setè mandat (2025-Actualitat)
Lukaixenko va guanyar les eleccions presidencials belarusses de 2025 contra quatre candidats afins a Lukaixenko, que va obtenir el 87,6% dels vots.

## Vida personal

### Família

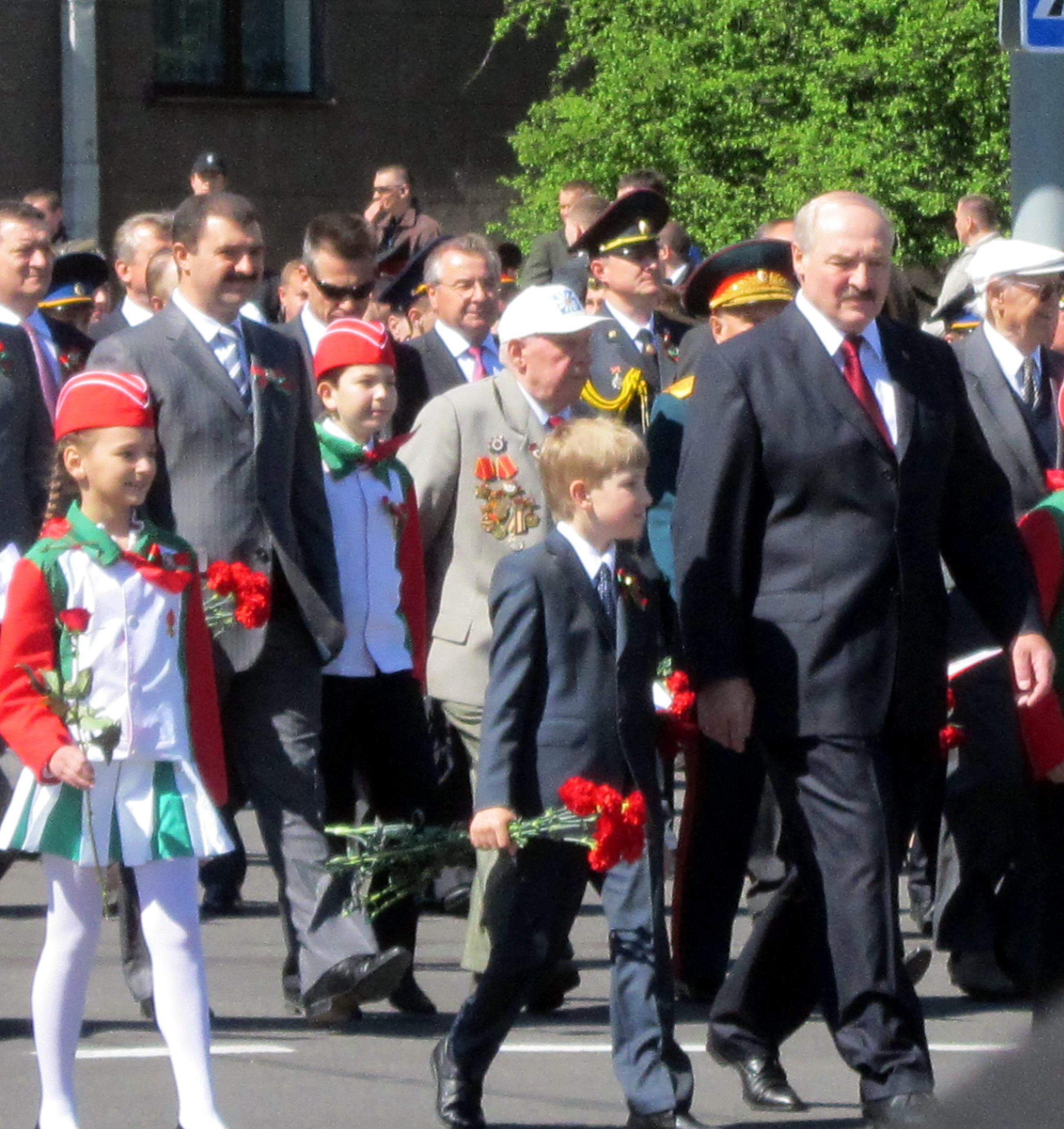
Aleksandr Lukaixenko amb el seu fill petit Nikolai durant la desfilada de victòria de la Gran Guerra Patriota el 2012.

Lukaixenko es va casar amb Galina Jelnerovitx, el seu amor de l'institut, el 1975. Aquell mateix any va néixer Víktor, el seu fill gran, i el 1980 va néixer-ne el segon, Dmitri. Galina viu a la casa familiar independent en un poble prop de Xklow. Encara que estan casats legalment, Galina ha estat distanciada del seu marit des de poc després que esdevingués president.
Lukaixenko va tenir un fill nascut el 2004 anomenat Nikolai. Encara que el govern no ho ha confirmat, es creu que la mare n'és Irina Abelskaia — tots dos havien tingut una aventura quan era la metgessa personal de Lukaixenko. Observadors i mitjans occidentals han dit que Nikolai, anomenat Kolia, s'està preparant per ser el successor de Lukaixenko. Segons la premsa estatal belarussa, Lukaixenko ho va desmentir i també va negar que es mantindria en el càrrec més de 30 anys — el temps que trigaria Nikolai ha ser eligible i poder-lo succeir.
Lukaixenko es descriu a si mateix com a «ateu ortodox».

### Aficions
Lukaixenko creu que el president ha de ser una persona conservadora i evita l'ús de ginys electrònics moderns com ara iPad o iPhone. Tocava el baian, una mena d'acordió, i jugava a futbol abans d'accedir a la presidència. Li agrada l'esquí i és davanter d'hoquei sobre gel; ha jugat en partits amistosos amb estrelles internacionals de l'hoquei. Els seus dos fills grans també juguen a l'hoquei, de vegades amb el seu pare.
Lukaixenko s'entrenava en curses camp a través quan era nen i la dècada del 2000 encara hi competia a nivell nacional.